# Гуам на летних Олимпийских играх 1992
Гуам принимал участие в Летних Олимпийских играх 1992 года в Барселоне (Испания) во второй раз за свою историю, но не завоевал ни одной медали. Сборную страны представляли 22 спортсмена, в том числе 6 женщин, принимавших участие в состязаниях по велоспорту, вольной борьбе, дзюдо, лёгкой атлетике, парусному спорту, плаванию, стрельбе из лука и тяжёлой атлетике.

## Велоспорт
Спортсменов − 6

### Трековый велоспорт
Мужчины
| Спортсмен                                              | Вид                                | Квалификация | Квалификация | Первый раунд    | Первый раунд | Полуфинал       | Полуфинал | Финал           | Финал     |
| Спортсмен                                              | Вид                                | Время        | Место        | Противник Время | Место        | Противник Время | Место     | Противник Время | Место     |
| ------------------------------------------------------ | ---------------------------------- | ------------ | ------------ | --------------- | ------------ | --------------- | --------- | --------------- | --------- |
| Мануэль Гарсия                                         | Индивидуальная гонка преследования | 5.03,997     | 24           | Не прошёл       | Не прошёл    | Не прошёл       | Не прошёл | Не прошёл       | Не прошёл |
| Джази Гарсия Мануэль Гарсия Эндрю Мартин Мартин Сантос | Командная гонка преследования      | 5.23,366     | 20           | Не прошли       | Не прошли    | Не прошли       | Не прошли | Не прошли       | Не прошли |

Женщины
| Спортсмен    | Вид                                | Квалификация       | Квалификация | Четвертьфинал   | Четвертьфинал | Полуфинал       | Полуфинал | Финал           | Финал     |
| Спортсмен    | Вид                                | Время              | Место        | Противник Время | Место         | Противник Время | Место     | Противник Время | Место     |
| ------------ | ---------------------------------- | ------------------ | ------------ | --------------- | ------------- | --------------- | --------- | --------------- | --------- |
| Маргарет Бин | Индивидуальная гонка преследования | догнана соперницей | -            | Не прошла       | Не прошла     | Не прошла       | Не прошла | Не прошла       | Не прошла |

### Шоссейный велоспорт
Мужчины
| Спортсмен                                             | Гонка           | Время          | Место |
| ----------------------------------------------------- | --------------- | -------------- | ----- |
| Джази Гарсия                                          | Групповая гонка | не финишировал | -     |
| Мануэль Гарсия                                        | Групповая гонка | не финишировал | -     |
| Мартин Сантос                                         | Групповая гонка | не финишировал | -     |
| Уил Ямамото Джази Гарсия Мануэль Гарсия Мартин Сантос | Командная гонка | 2:34.41        | 25    |

Женщины
| Спортсмен    | Гонка           | Время   | Место |
| ------------ | --------------- | ------- | ----- |
| Маргарет Бин | Групповая гонка | 2:29.22 | 52    |

## Борьба
Спортсменов — 1
Вольный стиль
| Спортсмен         | Категория | 1 раунд              | 2 раунд               | 3 раунд              | 4 раунд              | 5 раунд              | 6 раунд              | Финалы               |
| Спортсмен         | Категория | Соперник и результат | Соперник и результат  | Соперник и результат | Соперник и результат | Соперник и результат | Соперник и результат | Соперник и результат |
| ----------------- | --------- | -------------------- | --------------------- | -------------------- | -------------------- | -------------------- | -------------------- | -------------------- |
| Винсен Пангелинан | 48 кг     | Тимоти Ванни Пор 0:4 | Надер Рахмати Пор 0:4 | Не прошёл            | Не прошёл            | Не прошёл            | Не прошёл            | Не прошёл            |

## Дзюдо
Спортсменов — 2
Мужчины
| Спортсмен    | Категория | 1/16                 | 1/8                | 1/4                | 1/2                | 1-й доп. раунд           | Утешит. четвертьфинал | Утешит. полуфинал    | За 3 место           | Финал                |
| Спортсмен    | Категория | Соперник Результат   | Соперник Результат | Соперник Результат | Соперник Результат | Соперник Результат       | Соперник Результат    | Соперник Результат   | Соперник Результат   | Соперник Результат   |
| ------------ | --------- | -------------------- | ------------------ | ------------------ | ------------------ | ------------------------ | --------------------- | -------------------- | -------------------- | -------------------- |
| Атиф Хуссейн | Св. 95 кг | Наоя Огава пор дискв | Не прошёл          | Не прошёл          | Не прошёл          | Дональд Обвоге пор отказ | Закончил выступление  | Закончил выступление | Закончил выступление | Закончил выступление |

Женщины
| Спортсмен | Категория | 1/16               | 1/8                          | 1/4                | 1/2                | 1-й доп. раунд                  | Утешит. четвертьфинал | Утешит. полуфинал     | За 3 место            | Финал                 |
| Спортсмен | Категория | Соперник Результат | Соперник Результат           | Соперник Результат | Соперник Результат | Соперник Результат              | Соперник Результат    | Соперник Результат    | Соперник Результат    | Соперник Результат    |
| --------- | --------- | ------------------ | ---------------------------- | ------------------ | ------------------ | ------------------------------- | --------------------- | --------------------- | --------------------- | --------------------- |
| Эрин Лум  | До 66 кг  | -                  | Александра Шрейбер пор иппон | Не прошла          | Не прошла          | Лаура Мартинес Акунья пор иппон | Закончила выступление | Закончила выступление | Закончила выступление | Закончила выступление |

## Лёгкая атлетика
Спортсменов — 2
Мужчины
| Спортсмен     | Вид              | Забег     | Забег | Полуфинал | Полуфинал | Финал     | Финал     |
| Спортсмен     | Вид              | Результат | Место | Результат | Место     | Результат | Место     |
| ------------- | ---------------- | --------- | ----- | --------- | --------- | --------- | --------- |
| Ричард Бентли | 400м с барьерами | 57,04     | 7     | Не прошёл | Не прошёл | Не прошёл | Не прошёл |

Женщины
| Джен Оллред | Марафон | 3:14.45 | 36 |

## Парусный спорт
Спортсменов — 2
Мужчины
| Класс          | Спортсмен  | Гонка | Гонка | Гонка | Гонка | Гонка | Гонка | Гонка | Гонка | Гонка | Гонка | Результат | Место |
| Класс          | Спортсмен  | 1     | 2     | 3     | 4     | 5     | 6     | 7     | 8     | 9     | 10    | Результат | Место |
| -------------- | ---------- | ----- | ----- | ----- | ----- | ----- | ----- | ----- | ----- | ----- | ----- | --------- | ----- |
| Парусная доска | Ян Ириарте | 41    | 39    | 40    | 33    | 39    | 39    | 38    | 42    | 40    | н.ст. | 405       | 41    |

Женщины
| Класс          | Спортсмен    | Гонка | Гонка | Гонка | Гонка | Гонка | Гонка | Гонка | Гонка | Гонка | Гонка | Результат | Место |
| Класс          | Спортсмен    | 1     | 2     | 3     | 4     | 5     | 6     | 7     | 8     | 9     | 10    | Результат | Место |
| -------------- | ------------ | ----- | ----- | ----- | ----- | ----- | ----- | ----- | ----- | ----- | ----- | --------- | ----- |
| Парусная доска | Линда Йёманс | 24    | н.ст. | 23    | н.ст. | 24    | н.ст. | н.ст. | 24    | 21    | н.ст. | 270       | 24    |

## Плавание
Спортсменов — 7
Мужчины
| Спортсмен                                           | Вид                              | Заплыв    | Заплыв | Полуфинал | Полуфинал | Финал     | Финал     |
| Спортсмен                                           | Вид                              | Результат | Место  | Результат | Место     | Результат |           |
| --------------------------------------------------- | -------------------------------- | --------- | ------ | --------- | --------- | --------- | --------- |
| Патрик Сагиси                                       | 50 м вольный стиль               | 24,78     | 52     | Не прошёл | Не прошёл | Не прошёл | Не прошёл |
| Патрик Сагиси                                       | 100 м вольный стиль              | 53,90     | 55     | Не прошёл | Не прошёл | Не прошёл | Не прошёл |
| Патрик Сагиси                                       | 100 м на спине                   | 1.01,84   | 46     | Не прошёл | Не прошёл | Не прошёл | Не прошёл |
| Адриан Ромеро                                       | 50 м вольный стиль               | 25,12     | 54     | Не прошёл | Не прошёл | Не прошёл | Не прошёл |
| Адриан Ромеро                                       | 100 м вольный стиль              | 54,79     | 59     | Не прошёл | Не прошёл | Не прошёл | Не прошёл |
| Франк Флорес                                        | 200 м вольный стиль              | 2.00,48   | 54     | Не прошёл | Не прошёл | Не прошёл | Не прошёл |
| Адриан Ромеро Рэй Флорес Франк Флорес Патрик Сагиси | Эстафета 4×100 м вольный стиль   | 3.42,31   | 16     | Не прошли | Не прошли | Не прошли | Не прошли |
| Гленн Диас                                          | 100 м брасс                      | 1.10,32   | 51     | Не прошёл | Не прошёл | Не прошёл | Не прошёл |
| Гленн Диас                                          | 200 м брасс                      | 2.34,65   | 46     | Не прошёл | Не прошёл | Не прошёл | Не прошёл |
| Рэй Флорес                                          | 100 м баттерфляй                 | 1.01,10   | 62     | Не прошёл | Не прошёл | Не прошёл | Не прошёл |
| Патрик Сагиси Гленн Диас Рэй Флорес Адриан Ромеро   | Комбинированная эстафета 4×100 м | 4.07,98   | 21     | Не прошли | Не прошли | Не прошли | Не прошли |

Женщины
| Спортсмен     | Вид                        | Заплыв    | Заплыв | Полуфинал | Полуфинал | Финал     | Финал     |
| Спортсмен     | Вид                        | Результат | Место  | Результат | Место     | Результат |           |
| ------------- | -------------------------- | --------- | ------ | --------- | --------- | --------- | --------- |
| Тамми Кааэ    | 100 м брасс                | 1.16,78   | 36     | Не прошла | Не прошла | Не прошла | Не прошла |
| Тамми Кааэ    | 200 м комплексное плавание | 2.36,31   | 42     | Не прошла | Не прошла | Не прошла | Не прошла |
| Барбара Пекса | 100 м брасс                | 1.17,71   | 37     | Не прошла | Не прошла | Не прошла | Не прошла |
| Барбара Пекса | 200 м брасс                | 2.47,27   | 36     | Не прошла | Не прошла | Не прошла | Не прошла |

## Стрельба из лука
Спортсменов — 1
Мужчины
| Луис Мендиола Кабрал | 1147 | 72 | Закончил выступление | Закончил выступление | Закончил выступление | Закончил выступление |

## Тяжёлая атлетика
Спортсменов — 1
| Спортсмен     | Категория | Масса | Рывок | Рывок | Рывок | Толчок | Толчок | Толчок | Всего | Место |
| Спортсмен     | Категория | Масса | 1     | 2     | 3     | 1      | 2      | 3      | Всего | Место |
| ------------- | --------- | ----- | ----- | ----- | ----- | ------ | ------ | ------ | ----- | ----- |
| Эдгар Молинос | 75 кг     | 70,25 | 87.5  | 92.5  | 95    | 115    | 120    | 125    | 220   | 30    |